# Calycophyllum merumense
Calycophyllum merumense är en måreväxtart som beskrevs av Julian Alfred Steyermark. Calycophyllum merumense ingår i släktet Calycophyllum och familjen måreväxter.
Artens utbredningsområde är Guyana. Inga underarter finns listade i Catalogue of Life.